# Comuna Velîkîi Hutir, Drabiv
Velîkîi Hutir (în ucraineană Великий Хутір) este o comună în raionul Drabiv, regiunea Cerkasî, Ucraina, formată din satele Așanivka și Velîkîi Hutir (reședința).

## Demografie
Componența lingvistică a comunei Velîkîi Hutir
     Ucraineană (98,31%)
     Rusă (1,69%)
Conform recensământului din 2001, majoritatea populației comunei Velîkîi Hutir era vorbitoare de ucraineană (98,31%), existând în minoritate și vorbitori de rusă (1,69%).